# Silene oenotriae
Silene oenotriae är en nejlikväxtart som beskrevs av S. Brullo. Silene oenotriae ingår i släktet glimmar, och familjen nejlikväxter. Inga underarter finns listade i Catalogue of Life.